# 51-я гвардейская артиллерийская бригада
51-я гвардейская артиллерийская Оршанская Краснознамённая, ордена Александра Невского бригада (сокр. 51 абр; бел. 51-я гвардзейская Аршанская Чырвонасцяжная ордэна Аляксандра Неўскага артылерыйская брыгада) — отдельная воинская часть в составе Сухопутных войск Республики Беларусь.
Условное наименование — войсковая часть 12147 (в/ч 12147).
Годовой праздник воинской части (день образования полка) — 7 августа.
Сформированный летом 1942 года во время Великой Отечественной войны как 83-й корпусной артиллерийский полк, в августе 1943 года был преобразован в 83-й гвардейский гаубичный артиллерийский полк.
Полк участвовал в Ржевско-Сычёвской наступательной операции, Смоленской наступательной операции и операции «Багратион», а затем продвинулся в Прибалтику, завершив войну участием в Кёнигсбергской операции.
В послевоенное время полк претерпел несколько реорганизаций и в 1960 году был передислоцирован в Осиповичи в качестве 121-й гвардейской артиллерийской бригады. В 1972 году бригада была преобразована в 51-ю гвардейскую артиллерийскую дивизию.
После распада Советского Союза дивизия вошла в состав Сухопутных войск Республики Беларусь, а в 1996 году была преобразована в 51-ю гвардейскую центральную группу артиллерии усиления. В 2004 году переименована в 51-ю гвардейскую смешанную артиллерийскую группу, а в 2014 году стала именоваться 51-й гвардейской артиллерийской бригадой.

## История

### Великая Отечественная война
На основании постановления Государственного Комитета Обороны № 2055сс от 16.07.1942 г. на базе Московского Учебного Артиллерийского Центра (МУАЦ) в городе Коломна летом 1942 г. началось формирование артиллерийских частей и соединений для фронта.
22 июля 1942 г. в командиром полка гвардии подполковником Сурьяниновым Василием Петровичем и гвардии батальонным комиссаром Блохиным Тимофеем Николаевичем началось формирование 83 корпусного артиллерийского полка.
Материальная база полка: 1 дивизион — 76 мм пушки ЗИС-3; 2 дивизион — 122 мм гаубицы обр. 1938 г.; 3 дивизион — минометы 120 мм. Механическая тяга — автомобили Studebaker.
15 сентября личный состав принял военную присягу,  20 сентября весь личный состав и материальная часть полка осматривалась начальником МУАЦ генерал-майором Новиковым.
26 сентября 1942 года по приказу МУАЦ полк своим ходом совершил марш из г. Коломна в поселок Кузьминки. К месту новой дислокации полк прибыл к 1 октября, был укомплектован до полного штата и  поступил в распоряжение 6 Сталинского Добровольческого корпуса сибиряков. 14 октября 1942 года полк получил боевой приказ и приступил к оборудованию боевого порядка огневых позиций в районе г. Белый (7-8 км от города).
24 ноября 1942 г. состоялось боевое крещение. Полк в составе 6 ССК участвовал в боях по окружению г. Белый, осуществляя операцию «Марс» (Ржевско-Сычёвская наступательная операция).
С 9 по 17 декабря 1942 г. 429 человек во главе с командиром полка ведут ожесточенные бои, прорываясь из окружения. Отчаянное сопротивление бойцов в историческом формуляре части отмечено: 

«Выяснилось, что личный состав храбро сражался с окружающими кольцо немцами. Несмотря на сильный обстрел, достигавший предельной плотности наши гвардейцы с честью оправдали высокое звание. Бойцы и командиры умирали около орудий, но не покидали боевых постов.»— из исторического формуляра части
Возможно, именно эти события стали причиной преждевременного именование полка «Гвардейским». По крайней мере, в описании исторического пути 6 стрелкового корпуса сообщается следующее:

В состав 6 СК был включен 83 гв. КАП, сформированный в г. Коломна и получивший Гвардейское звание при своем формировании, ввиду включения в его состав основной массы Командного состава Гвардейских артиллерийских частей. Звание Гвардейского было окончательно утверждено после боев с 25.11 по 12.12.42 г.— описание исторического пути 6 стрелкового корпуса
10 августа 1943 г. за мужество и героизм при взятии Вязьмы в ходе третьей Ржевско-Сычевской операции полк был преобразован в 83-й гвардейский гаубичный артиллерийский полк. Затем участвовал в Смоленской наступательной операции.
1 июля 1944 г. за форсирование реки Березина и овладении г. Борисов 83 гв. ГАП вынесена благодарность Верховного Главнокомандующего.
6 июля 1944 г. за отличие в боях при овладении городом Орша в ходе Витебско-Оршанского наступления в рамках операции «Багратион» получил почетное наименование Оршанский. Затем он участвовал в Минской наступательной операции.
25 июля 1944 г. за образцовое выполнение заданий командования, проявленные доблесть и мужество при овладении г. Гродно в ходе Белостокской операции полк был награжден орденом Александра Невского.
12 августа 1944 г. за мужество и героизм, проявленные при форсировании Немана и взятии плацдарма на противоположном берегу, награжден орденом Красного Знамени.
В Каунасской наступательной операции артиллерийская поддержка полка помогла захватить важный опорный пункт г. Каунас.
Полк закончил войну в апреле 1945 года в городе Гросс-Блюменау в Восточной Пруссии после участия в Кёнигсбергой операции.

### Послевоенная история в составе ВС СССР
В период с 1 февраля 1945 по 10 июля 1945 г. в Восточной Пруссии, г. Гросс-Блюменау, гв. подполковником Толкачевым Дмитрием Алексеевичем была сформирована бригада в состав которой вошли: 83 гв. ГАП РГК, 570 КАП, 681 РАД, 150 АПАП и батарея управления командующего артиллерией 2 гв. армии.
Формирование бригады в составе двух полков и отдельного разведывательного дивизиона закончилось к 15 июля 1945 г. с присвоением ей наименования 347 корпусной артиллерийской бригады, после чего она вошла в состав 20 СК 28 армии.
26 августа 1945 г. бригада передислоцировалась из Восточной Пруссии в г. Гродно, а 30 августа 1945 года в г. Друскеники Литовской ССР.
В апреле 1946 г. апреле в связи с преобразованием 20 СК в 9 гв. СК бригада вошла в состав 9 гв. СК
В мае 1946 г. 347 корпусная артиллерийская бригада переформирована в 83 гвардейский корпусной артиллерийский Оршанский Краснознаменный ордена Александра Невского полк с местом дислокации – г. Гродно.
В сентябре 1949 г. в соответствии с директивой начальника Генерального штаба Вооруженных Сил СССР от 2 июля того же года 83-й гвардейский полк был повторно переформирован в 347-ю гвардейскую корпусную артиллерийскую бригаду.
25 мая 1955 г. в соответствии с директивой от 4 марта того же года бригада была переименована в 39-ю гвардейскую корпусную артиллерийскую бригаду .
1 декабря в соответствии с директивой от 1 сентября бригада была переформирована в 1127-й гвардейский корпусной артиллерийский полк.
В соответствии с директивой от 19 апреля 1956 г. 1 июля того же года она преобразована в 121-ю гвардейскую пушечно-артиллерийскую бригаду и получила боевое знамя 83-го гвардейского гаубичного артиллерийского полка. Место дислокации – г. Барановичи.
1 июля 1960 г. приказом от 13 мая того же года была переформирована в 121-ю гвардейскую артиллерийскую бригаду и передислоцирована в г. Осиповичи.
Директивой командующего Белорусским военным округом от 25 августа 1972 года бригада преобразована в 51-ю гвардейскую артиллерийскую дивизию, которая находилась в прямом подчинении штаба округа и к концу 1980-х годов включала в себя 170-ю гаубичную артиллерийскую бригаду, 171-ю тяжелую гаубичную артиллерийскую бригаду, 178-ю артиллерийскую бригаду, 336-ю реактивную артиллерийскую бригаду, 197-ю артиллерийскую бригаду большой мощности и 502-ю артиллерийскую бригаду, противотанковую артиллерийскую бригаду. Подразделения поддержки включали 353-й отдельный ремонтно-восстановительный батальон (в/ч 47132), 586-й отдельный батальон материального снабжения (в/ч 54669) и 626-ю отдельную медицинскую роту (в/ч 47140). 170-я и 171-я бригады были сформированы из 1335-го и 1336-го полков соответственно в 1984 году.
Дивизия участвовала в учениях «Весна-75», «Березина», «Запад-81», «Осень-88».
За мастерство, проявленное на учениях, дивизия в 1981 и 1988 годах награждена Вымпелами Министра обороны СССР за мужество и воинскую доблесть.

### В составе сухопутных войск Республики Беларусь

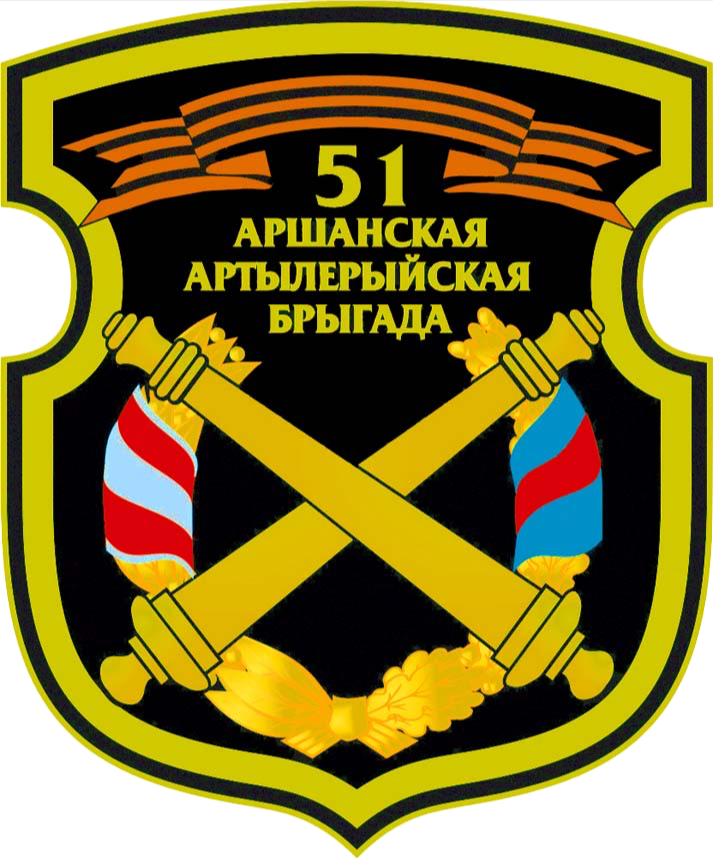
Нарукавный знак бригады

В марте 1992 г. 51-я гвардейская артиллерийская дивизия вошла в состав Вооруженных сил Республики Беларусь.
1 августа 1996 г. дивизия была переформирована в 51-ю гвардейскую центральную группу артиллерии усиления в Осиповичах. Участвовала в учениях «Неман-2001», «Березина-2002», «Осень-2008».
20 февраля 2004 г. преобразована в 51-ю гвардейскую смешанную артиллерийскую группу. Группа подчинялась непосредственно начальнику ракетных войск и артиллерии Вооруженных Сил Республики Беларусь.
В сентябре 2014 г. командиром группы стал начальник штаба полковник Андрей Жидович.
30 октября 2014 года группа была переформирована в 51-ю гвардейскую артиллерийскую бригаду.

## Настоящее время
С декабря 2017 года бригадой командует полковник Алексей Юрьевич Ратушный. В январе 2018 года он назначен начальником Осиповичского гарнизона.
В январе 2018 года по инициативе  Алексея Ратушного восстановили и освятили источник на полигоне «Осиповичский» и назвали в честь великого князя Александра Невского
7 августа 2018 года, в день празднования 76 годовщины образования воинской части, перед штабом бригады заложена капсула времени с посланием потомкам. Послание подписал командир  бригады полковник Ратушный А. Ю. Капсулу планируют вскрыть на 100-летний юбилей образования воинской части в 2042 году.
Подразделения бригады ежегодно участвуют в состязаниях на лучший артиллерийский дивизион Вооруженных Сил  и постоянно занимают только призовые места, также как и их командиры дивизионов и батарей, которые участвуют в состязаниях на звание лучшего в Вооруженных Силах. Среди тех, кто занимал первые места: подполковники Шайхутдинов Т. А., Костюкович С. В., Гнедько А. А., Садовский С. А., Лубенько Д. А.,  майор Курочкин С. С. и капитан Чмелев Д. А.
Кроме того, сама бригада неоднократно признавалась лучшей среди воинских частей ракетных войск и артиллерии Вооруженных Сил.
В феврале 2019 года бригада подвергалась проверке боевой готовности в выборочном порядке с доукомплектованием одного из дивизионов

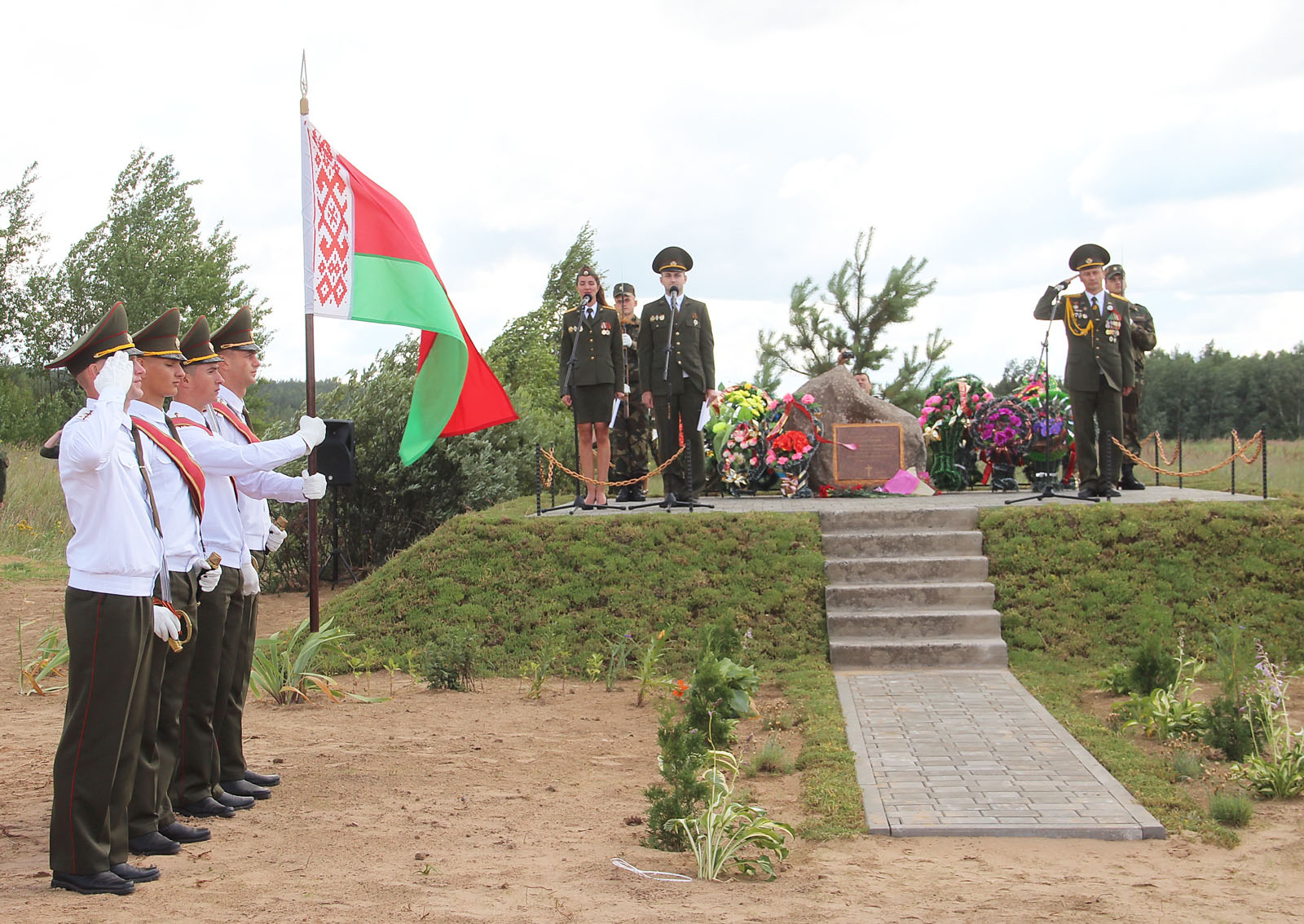
Открытие памятного знака на месте сожженной деревни Репище

В июне 2019 года по инициативе командира бригады Ратушного А. Ю. при поддержке офицерского собрания установлен памятный знак на месте сожженной в ходе карательной операции «Пион» деревни Репище, которая расположена на территории полигона бригады «Осиповичский»

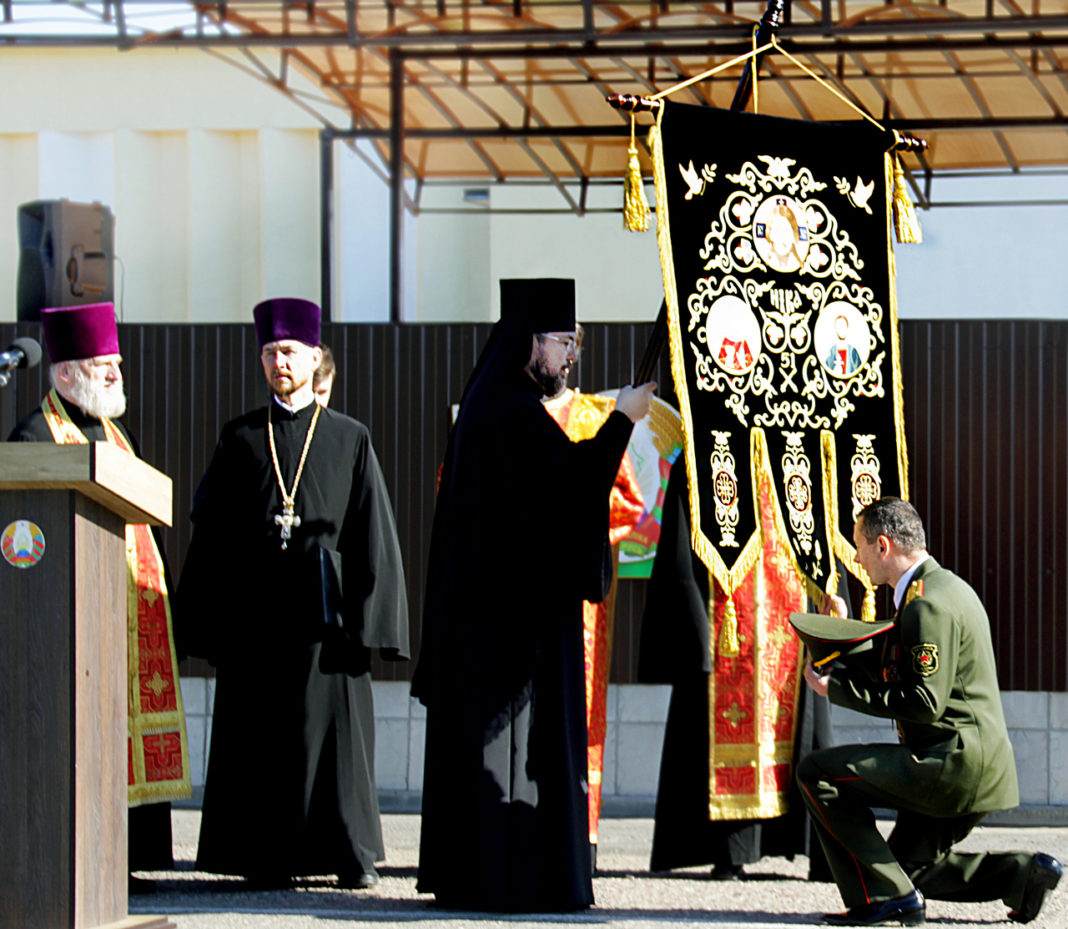
вручение Хоругви

В июне 2020 года в Instagram был зарегистрирован официальный аккаунт бригады, который оперативно пополняется информацией о значимых и интересных событиях.
Группа бригады «51-я гвардейская» в социальной сети «Одноклассники» также постоянно развивается и пользуется заслуженной популярностью.
В мае 2020 года по инициативе командира бригады Ратушного А. Ю. разработана и вручена бригаде Хоругвь — священное знамя. Хоругвь вручил Епископ Бобруйский и Быховский Серафим.
В ноябре 2020 года по инициативе генерал-майора запаса Земскова О. А.  и командира бригады полковника Ратушного А. Ю. в «столице артиллерии» появилась улица Михалкина Владимира Михайловича
По итогам 2020 года бригада признана лучшей в Вооруженных Силах Республики Беларусь и награждена Почетной грамотой министра обороны Республики Беларусь.
23 февраля 2022 года 51 гвардейская артиллерийская бригада, а также полигон и оркестр бригады были награждены архиерейскими грамотами управляющего Бобруйской епархии епископом Бобруйским и Быховским Серафимом.
7 мая 2022 года на базе 51-й артиллерийской бригады открыли Осиповичский военно-патриотический клуб "Гарнизон". Знамя клубу вручил командир бригады гвардии полковник Ратушный Алексей Юрьевич.
5 августа 2022 года на территории военного городка "Южный" торжественно открыт юбилейный памятный знак, посвященный 80-летию со дня формирования 83 гв. КАП, правопреемницей которого является 51 гвардейская артиллерийская бригада.
17 января 2024 года в Москве в Центральном музее Вооруженных Сил Российской Федерации состоялась торжественная церемония передачи на постоянное хранение Боевого Знамени 83-го гвардейского корпусного артиллерийского полка в фонды Государственного музея истории Вооруженных Сил Республики Беларусь.

## Оркестр 51 гвардейской артиллерийской бригады
Начало своего существования военный оркестр берет со второй половины 70-х годов прошлого века, когда артиллерийской дивизией командовал полковник, а ныне генерал-лейтенант, Иван Васильевич Журавлевич. Именно он перевел музыканта сверхсрочной службы Александра Панасенко из военного оркестра в/г Цель в Осиповичский  гарнизон в/ч 41604 для организации самодеятельного состава военного духового оркестра. А. Ф. Панасенко имел к тому времени средне-специальное музыкальное образование, окончив Молодеченское музыкальное училище.
Духовые инструменты приобретались за счет работы личного состава на сельскохозяйственных работах в колхозах Осиповичского района. Личный состав оркестра набирался из всех подразделений, находящихся в гарнизоне. Наиболее способных, имеющих музыкальный слух, опыт игры на духовых инструментах солдат срочной службы, во второй половине дня собирали в клубе, с которыми занимался А. Ф. Панасенко.
С 1978 года тесное сотрудничество с военным оркестром ведет майор в отставке, председатель Осиповичского районного совета общественного объединения «Белорусский союз ветеранов войны в Афганистане» Юрий Петрович Корбан. В качестве солиста вместе с оркестром они объездили всевозможные концертные площадки области и республики.
В июле 1984 года А.Ф. Панасенко переведен в войсковую часть 12180. В это время в оркестре в/ч 41604 вводится должность военного дирижера, на которую назначен гвардии прапорщик  Дудук Михаил Владимирович.
Под руководством М.В. Дудука состав оркестра насчитывал 16 военнослужащих. После успешного выступления и завоевания в 1986 году II места на смотре-конкурсе военных духовых оркестров среди всего Белорусского Военного Округа, приказом командира части (полковником Захаренко А.П.) состав оркестра увеличился до двадцати музыкантов. При военном оркестре организовывался эстрадный оркестр и вокально-инструментальный ансамбль, принимавшие активное участие в культурно-просветительской работе дивизии и города.
В период 1984-1986 годов в оркестре служили известные музыканты, певцы и композиторы, занимающие высокие должности в сфере культуры: Владимир Сорокин (композитор), Александр Давыдик (композитор), Владимир Насеня (проректор Белорусского Государственного Университета культуры и искусств), Валерий Кохон, Виктор Мелешко, Владимир Сошко, Александр Ходонович, Александр Галуза, Сергей Лазоренко, Павел Аскирко и другие.
7 августа 1989 года должность военного дирижера принял прапорщик Жебит Григорий Иванович. Штат оркестра 20 человек. Помимо музыкальной деятельности военный оркестр оказывал помощь колхозам в сборе урожая. Во многих таких выездах организовывались концертные выступления военного оркестра прямо на месте проведения работ (на полях, в фермах и клубах). Это способствовало популяризации военного духового оркестра. В этот период, в рамках гастрольного тура по Беларуси, в гостях у оркестра побывали известные творческие люди: Михаил Боярский и Муслим Магомаев.
В начале 90-х годов, когда дивизией командовал полковник, ныне генерал-майор в отставке, Багдасаров С. В., который всячески поддерживал концертную деятельность оркестра, популярность коллектива достигла такого уровня, что ни одно городское мероприятие не обходилось без военного оркестра. Выступления были в таких городах, как Орша, Бобруйск, Кировск, Могилев, Минск и др. Администрация города подарила коллективу звуковую аппаратуру. Оркестру было предоставлено отдельное помещение. Многие военнослужащие срочной службы остались в оркестре на службу по контракту: Владимир Михновец, Андрей Наливайко, Андрей Черный, Андрей Чистов, Дмитрий Новиков, Сергей Мельников.  В это время в оркестре служили такие известные люди как Андрей Хлестов, Андрей Язвинский, Вячеслав Белик. Большой вклад в творческое развитие  военного оркестра внесли Сергей Мельников, Дмитрий Новиков, Виктор Покатылюк, Евгений Игнатов.
В июле 2003 года дирижером военного оркестра назначен лейтенант Владимир Мышко-Митковец, окончивший факультет военных дирижеров при Московской Государственной консерватории. В это время был утвержден штат оркестра, в котором по замещению военных должностей могли набираться лица гражданского персонала, среди которых  были Григорий Жебит, Александр Чистов, Владимир Кононов, Андрей Язвинский, который внес огромный вклад в творческое развитие и популяризацию оркестра. Именно он вдохнул новую жизнь в вокально-инструментальный ансамбль «Артиллерист», был автором многочисленных песен, с которыми ВИА «Артиллерист» был неоднократным победителем и лауреатом таких конкурсов и фестивалей как «Виват, победа» в г. Москве, телевизионном фестивале армейской песни «Звезда» и др.
31 августа 2008 года утвержден на должность военного дирижера старший прапорщик  Владимир Михновец. В этом коллективе он служил с 1995 года и прошел путь от рядового до капитана, став начальником оркестра. Впервые за историю выступлений на конкурсе-смотре военных оркестров Вооруженных Сил Республики Беларусь, оркестр в/ч 12147 занял 1 место по штату 16 человек  (2009 г.) и с этого времени ежегодно занимал призовые места. В эти года штат оркестра был укомплектован личным составом на 100%. При этом дирижере впервые в состав оркестра была принята женщина, Ольга Сташевская. Придя в штат солисткой, за несколько месяцев самостоятельно освоила новый для себя инструмент – бас-гитару. Она гармонично влилась в коллектив и превратилась в настоящую «жемчужину» оркестра.
23 января 2018 года должность военного дирижера принял прапорщик Дмитрий Федрушин. С этого времени оркестр расширяет диапазон своей деятельности и географию концертных выступлений. Коллектив приглашается на всевозможные почетные выступления не только в своем городе, но и других регионах Беларуси, среди которых участие в праздничных мероприятиях, посвященных Дню г. Бобруйска, выступление с сольным концертом, посвященное освобождению г. Хотимска от немецко-фашистских захватчиков, сольный концерт, посвященный 30-летию вывода советских войск из Афганистана в г. Бобруйске, Ночь музеев и многие другие.
Огромный вклад в творчество оркестра вносят солисты, которые принимают участие во всевозможных мероприятиях республиканского масштаба и прославляют 51 гвардейскую артиллерийскую бригаду.
Наибольший вклад в материально техническое оснащение оркестра и популяризацию его деятельности внес командир бригады гвардии полковник Алексей Юрьевич Ратушный, ставший командиром в/ч 12147 в конце 2017 года. Он всячески поощряет творческую деятельность и развитие оркестра. С его помощью приобретены новые музыкальные инструменты, пюпитры с вымпелами 51 гвардейской артиллерийской бригады, световое и звуковое оборудование для сцены клуба воинской части. Благодаря этому оркестр смог подняться на совершенно новый уровень профессионального мастерства. В 2019 году солист оркестра гвардии прапорщик Алексей Сергеев получил диплом лауреата «Гран-при» на XXII телевизионном фестивале армейской песни «Звезда».
Творческий рост и развитие оркестра непрерывно продолжается. В коллективе начали появляться молодые специалисты, окончившие Белорусскую Государственную академию музыки. В дальнейших планах коллектива - не останавливаться на достигнутом и покорять новые вершины в музыкальном творчестве…